# Кавальери, Бонавентура
Бонавенту́ра Франче́ско Кавалье́ри (итал. Bonaventura Francesco Cavalieri, лат. Cavalerius, 1598, Милан — 30 ноября 1647, Болонья) — итальянский математик, предтеча математического анализа, наиболее яркий и влиятельный представитель «геометрии неделимых». Выдвинутые им принципы и методы позволили ещё до открытия математического анализа успешно решить множество задач аналитического характера.

## Биография
Кавальери родился в Милане, в раннем возрасте постригся в монахи и принадлежал к ордену Иезуаты блаженного Иеронима. Изучал в Пизе математику под руководством приверженца и друга Галилея Бенедетто Кастелли. Через Кастелли Кавальери познакомился с Галилеем, жившим тогда в расположенной неподалёку Флоренции.
В конце 1621 года Кавальери уже значительно продвинулся в разработке метода неделимых, и в переписке с Галилеем он обсуждал вопрос допустимости разложения фигур на бесконечно малые элементы.
Когда в 1629 году освободилась кафедра математики в Болонье, Кавальери представил рукопись уже готового труда по геометрии неделимых. Кандидатуру его горячо поддержал Галилей, характеризовавший молодого учёного, как «соперника Архимеда».
Профессором Болонского университета Кавальери работал до конца жизни. Благоволивший ему римский папа Урбан VIII назначил его настоятелем монастыря.
Последние годы Кавальери были омрачены тяжёлой формой подагры, от которой он преждевременно скончался в возрасте 49 лет.
В 1632 году Кавальери ввёл обозначение «log.» для логарифма. До него Кеплер использовал обозначения «Log.».
Кавальери принадлежат несколько трудов по тригонометрии, логарифмам, геометрической оптике и т. д., но главным делом его жизни был трактат «Геометрия, развитая новым способом при помощи неделимых непрерывного» (1635) и служащие её продолжением «Шесть геометрических этюдов» (1647).
В честь Кавальери назван кратер на Луне.

## Метод неделимых

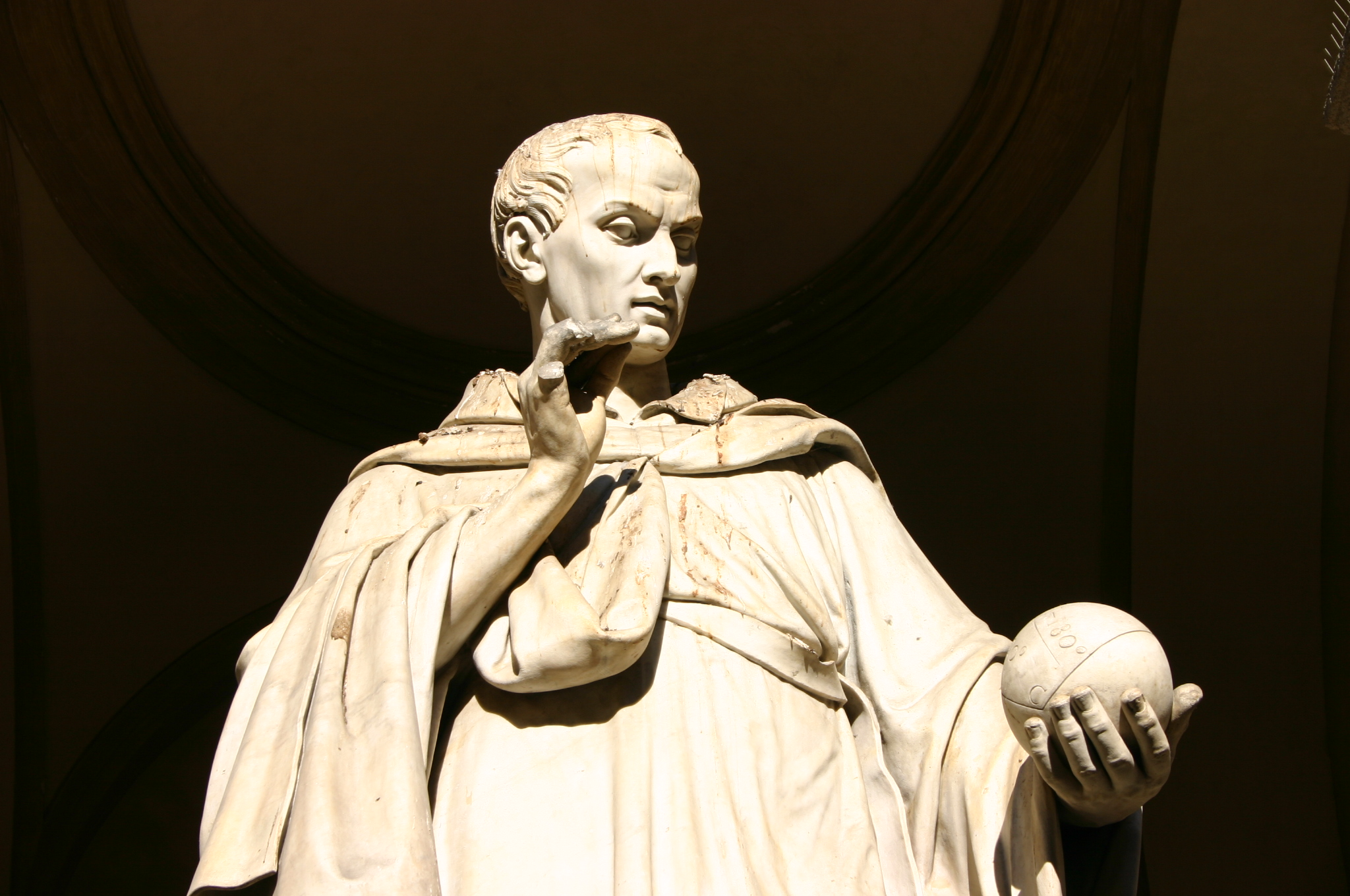
Памятник Кавальери в Милане.

Сравнение площадей плоских фигур Кавальери сводит к сравнению «всех линий», которые можно представить себе как сечения фигур прямыми, которые движутся, но остаются всё время параллельными некоторой направляющей — регуле. Аналогично для сравнения объёмов тел вводятся взятые во всей их совокупности плоские сечения.
Техника применения метода в планиметрии обычно была следующей: подбирали фигуру известной площади, сечения которой можно сопоставить сечениям исследуемой. Если длины отрезков сечения из каждой пары находились в соотношении, скажем, 1:2, делалось заключение, что и для площадей фигур верно то же соотношение, откуда сразу следует результат. Аналогично поступали в случае трёхмерных тел.
Основной опорой новой геометрии Кавальери считал теорему:
Фигуры относятся друг к другу, как все их линии, взятые по любой регуле, а тела — как все их плоскости, взятые по любой регуле.
Отсюда следует, что для нахождения отношения между двумя плоскими или телесными фигурами достаточно найти отношения между всеми неделимыми обеих фигур по какой-либо регуле.
Отметим, что иногда Кавальери и его последователи применяли в разложении криволинейные сечения.
Кавальери предложил многочисленные примеры успешного применения метода неделимых, как для известных тел, так и новых (например, гиперболоида вращения). Он же привёл пример парадокса, который может привести к неверным выводам из-за неудачного выбора неделимых сечений. Но ясного правила для избежания ошибок он не дал.
Мощь и относительная простота нового метода произвели чрезвычайно сильное впечатление на математиков-
современников. Целые поколения видных математиков учились у Кавальери.

## Труды в русском переводе
- Бонавентура Кавальери. Геометрия, изложенная новым способом при помощи неделимых непрерывного. Перевод со вступительной статьей и примечаниями С. Я. Лурье. М.— Л.: Изд. технико-теоретической литературы, 1940, 414 с.